# Kaya (album)
Kaya is het tiende studioalbum van de Jamaicaanse reggaegroep Bob Marley & The Wailers, uitgebracht in 1978.

## Beschrijving
Het album heeft een relaxed geluid en The Wailers kregen kritiek omdat ze zowel muzikaal als qua thema's (vooral liefde en marihuana) 'soft' zouden worden. Kaya werd één dag uitgebracht na het One Love Peace Concert, dat Bob Marleys terugkeer naar Jamaica inluidde. Bekende nummers van het album zijn "Sun Is Shining", "Is This Love" en "Satifsy My Soul". De laatste twee van deze nummers zijn ook opgenomen in het compilatiealbum Legend uit 1984.

## Nummers
Alle nummers zijn geschreven door Bob Marley.

### Originele uitgave
| Nr. | Titel           | Duur |
| --- | --------------- | ---- |
| 1.  | Easy Skanking   | 2:53 |
| 2.  | Kaya            | 3:15 |
| 3.  | Is This Love    | 3:52 |
| 4.  | Sun Is Shining  | 4:58 |
| 5.  | Satisfy My Soul | 4:30 |

| Nr. | Titel          | Duur |
| --- | -------------- | ---- |
| 1.  | She's Gone     | 2:25 |
| 2.  | Misty Morning  | 3:32 |
| 3.  | Crisis         | 3:54 |
| 4.  | Running Away   | 4:15 |
| 5.  | Time Will Tell | 3:25 |

#### Geremasterd cd-bonusnummer
| Nr. | Titel                             | Duur |
| --- | --------------------------------- | ---- |
| 11. | Smile Jamaica (Alternate Version) | 5:04 |

## Bezetting
- Bob Marley - zang, slaggitaar, akoestische gitaar
- Aston Barrett - bas, percussie
- Carlton Barrett - drums, percussie
- Tyrone Downie - keyboard, percussie
- Alvin Patterson - percussie
- Junior Marvin - leadgitaar
- Rita Marley - achtergrondzang
- Marcia Griffiths - achtergrondzang
- Judy Mowatt - achtergrondzang
- Vincent Gordon - saxofoon
- Glen Da Costa - trombone

## Hitnoteringen
| Kaya in de Nederlandse Album Top 100 - binnen: 15-04-1978 | Kaya in de Nederlandse Album Top 100 - binnen: 15-04-1978 | Kaya in de Nederlandse Album Top 100 - binnen: 15-04-1978 | Kaya in de Nederlandse Album Top 100 - binnen: 15-04-1978 | Kaya in de Nederlandse Album Top 100 - binnen: 15-04-1978 | Kaya in de Nederlandse Album Top 100 - binnen: 15-04-1978 |
| Week                                                      | 1                                                         | 2                                                         | 3                                                         | 4                                                         |                                                           |
| --------------------------------------------------------- | --------------------------------------------------------- | --------------------------------------------------------- | --------------------------------------------------------- | --------------------------------------------------------- | --------------------------------------------------------- |
| Nummer                                                    | 22                                                        | 23                                                        | 27                                                        | 49                                                        | uit                                                       |

Bob Marley · Junior Braithwaite · Beverley Kelso · Bunny Wailer · Peter Tosh · Cherry Smith · Constantine "Vision" Walker · Earl "Chinna" Smith · Aston Barrett · Joe Higgs · Earl Lindo · Carlton Barrett · Al Anderson · Alvin Patterson · Junior Marvin · Donald Kinsey · Tyrone Downie · I Threes (Rita Marley · Marcia Griffiths · Judy Mowatt)